# Leon (Bruder des Aëtios)
Leon (mittelgriechisch Λέων; † nach 802) war ein byzantinischer General, der 801/802 als Thronprätendent auftrat.

## Leben
Leon war der Bruder des Eunuchen Aëtios, der nach dem Tod seines Rivalen Staurakios im Juni 800 am Hof der Kaiserin Irene in Konstantinopel eine außerordentliche Machtfülle erlangt hatte. Im Jahr 801 oder 802 wurde Leon von seinem Bruder zum Monostrategos der Themen von Thrakien und Makedonien ernannt. Da er somit die der Hauptstadt am nächsten stehenden Armeen kontrollierte, die etwa ein Drittel der byzantinischen Truppen ausmachten, war Leon in einer guten Ausgangsposition, um den seit dem Tod Konstantins VI. 797 formal vakanten Platz auf dem Kaiserthron einzunehmen. In den Worten des Chronisten Theophanes herrschte Aëtios „an Irenes Seite und usurpierte die Macht im Auftrag seines Bruders“. Da Aëtios offenbar eine Eheschließung Irenes und Leons einzufädeln hoffte, hintertrieb er 802 nach Kräften das Heiratsangebot Karls des Großen, das anzunehmen die Kaiserin scheinbar ernsthaft erwogen hatte.
Leons Ambitionen auf den Kaiserthron scheiterten letztlich am Widerstand der anderen Würdenträger am Hof, die den Einfluss seines Bruders fürchteten und von ihm gedemütigt wurden. Die Anführer dieser Partei waren Nikephoros, Irenes Finanzminister (Logothetes tou Genikou), und ebenso Niketas Triphyllios, Aëtios’ früherer Verbündeter, sowie Leon Sarantapechos, ein Verwandter der byzantinischen Kaiserin. Um einem Staatsstreich durch Leon und Aëtios zuvorzukommen, verschafften sich die Verschwörer am Morgen des 31. Oktober 802 Zutritt zum Großen Palast und riefen Nikephoros zum Kaiser aus. Irene wurde abgesetzt und in ein Konvent verbannt. Leon verschwindet ab diesem Zeitpunkt aus den Quellen.